# ライマンα線
ライマンα線（英語: Lyman alpha line、略:Ly α）とは、原子線スペクトルのライマン系列のn=2の場合（電子の準位がn=2からn=1に落ちたとき）に発生するスペクトルで、特に水素原子のものをいうことが多い。波長は121.6 nmで紫外域である。
天文学の分野では、電離水素ガスが存在する場合にもっとも強く見える吸収線として水素ガス分布や、視線速度の測定に重宝する。